# Potencial de agotamiento del ozono
El potencial de agotamiento del ozono (PAO) es un número que se refiere a la capacidad de destrucción de ozono estratosférico causado por sustancias que agotan la capa de ozono (SAO). Es la razón entre el impacto sobre el ozono causado por una sustancia determinada y el impacto causado por una masa similar de clorofluorocarbono CFC-11 tomada como referencia, (el PAO del CFC-11 está definido como 1).
Por ejemplo, el potencial de una sustancia como halón-1301 es 10, lo que significa que su impacto sobre el ozono es diez veces mayor que el del CFC-11. El bromuro de metilo tiene el potencial 50.
Los valores de los potenciales de cada sustancia vienen especificados en los anexos del Protocolo de Montreal.